# Porto Ferro
Porto Ferro è una baia e una spiaggia della costa nord-occidentale sarda verso il mar di Sardegna, fra il Capo dell'Argentiera e capo Caccia.
È situata nella Nurra del comune di Sassari e nelle vicinanze della frazione di Villa Assunta e del lago di Baratz (unico lago naturale della Sardegna), da cui è separata dal sistema dunale e dalla pineta.

## La baia

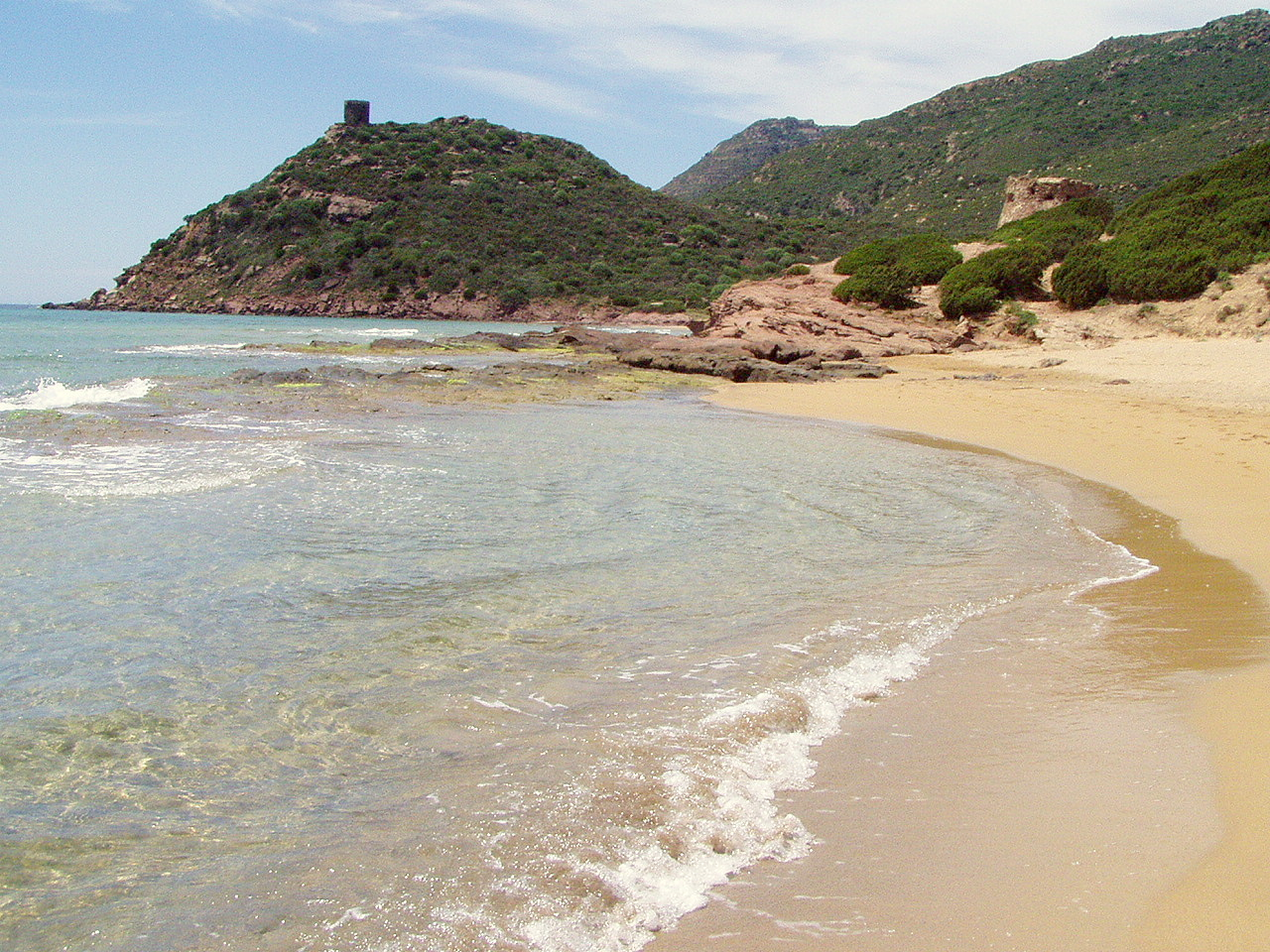
L'estremità settentrionale della baia, con la Torre Bianca e la Torre Negra

Porto Ferro è un'insenatura profonda nella costa, al termine della quale si trova la spiaggia lunga due chilometri, con una sabbia di color giallo-rossastro da cui prende nome. È chiusa da scogli e rilievi in trachite rossa, sorvegliata per la minaccia dei saraceni ben tre torri di avvistamento spagnole del XVII secolo: torre di Bantine Sale o Torre Mozza a sud, torre Negra o Capo Negro e torre Bianca o di Airadu a nord. Nelle vicinanze sorgeva il villaggio medievale di Barace, i cui abitanti commerciavano il sale. È spesso frequentata per il surf e windsurf data la notevole ventosità e altezza delle onde.
È possibile accedervi dalla strada provinciale 55 bis o dalla strada provinciale 69. Dista circa 35 km da Sassari, 32 km da Porto Torres, 20 km da Alghero e 15 km dall'aeroporto di Alghero.
Una porzione della spiaggia è stata ufficialmente autorizzata alla pratica del turismo naturista, seguendo le indicazioni della legge regionale del 28 Luglio 2017 in materia di turismo, che prevede la progettazione e la realizzazione di una rete di aree attrezzate per la pratica del turismo naturista in equilibrio con il contesto ambientale.